# Хара, Макс
Максимилиано Хара Тронкосо (исп. Maximiliano Jara Troncoso, или Макс Хара, исп. Max Jara; 21 августа 1886, Йербас-Буэнас провинции Линарес , области Мауле, Чили — 6 июля 1965, Сантьяго) — чилийский поэт, редактор. Лауреат Национальной премии Чили по литературе 1956 года.

## Биография
Дебютировал в поэзии с тринадцатилетнего возраста в 1899 году, опубликовав свои первые стихи в журнале El Deber (г. Талька). В 1901 году переехал в Сантьяго, где окончил школу. Поступил на медицинский факультет Чилийского университета. После трёх лет учёбы в университете оставил его и посвятил себя литературному творчеству.
Подрабатывал в альма-матер на разным должностях, в отделе общественных работ, был административным заместителем управляющего университета. Позже, трудился в управлении государственными железными дорогами Чили.
Сотрудничал с рядом столичных газет, в частности, El Mercurio и El Diario Ilustrado, где был редактором.

## Творчество
Хара опубликовал несколько сборников поэзии. Первый, «Juventud» («Юность»), был опубликован в 1909. Следующий сборник «Poesía» («Поэзия») — в 1914 году, за ним последовал третий — «Asonantes Tono Menor», который увидел свет в 1922 году. Затем, «Juventud, Poesía, Asonantes, Otros Poemas» (1934), «Poemas Selectos» (1942); «Camino Adelante» (в соавт. 1940) и «La Ruina».
Несмотря на его небольшие по объему поэтические произведения, они были похвально встречены специалистами и читателями. Его лирика в 1916 году была включена в поэтическую антологию Selva lírica и в 1956 году награждена Национальной премией Чили по литературе, в состав авторитетного жюри которой входили Пабло Неруда и Эдуардо Барриос.